# Casio CA-53W

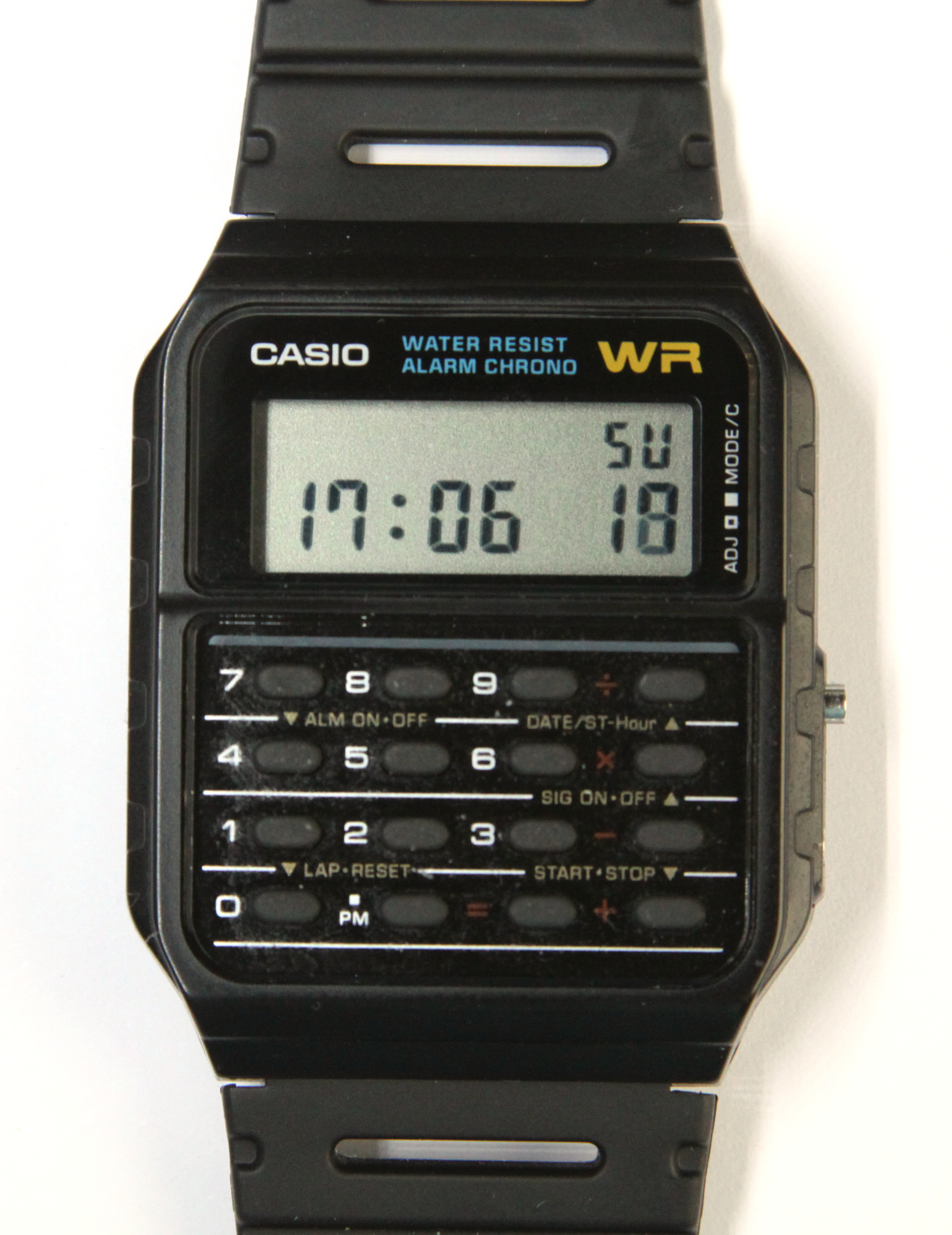
Un Casio CA-53W-1ER

Il Casio CA-53W (con codice 1ER, 1Z, 1CR, 1ZDR a seconda della zona di produzione) è un orologio da polso digitale creato da Casio a partire dal 1984.

## Specifiche tecniche
L'orologio dispone di una calcolatrice a 8 cifre (che può calcolare soltanto addizioni, sottrazioni, moltiplicazioni e divisioni), formato 12/24 ore, un secondo fuso orario, un cronometro a due tempi, un allarme ogni ora e un allarme che arriva ad un massimo di 59 minuti e 59 secondi.

## Design
L'orologio si presenta con una cassa in resina con una forma rettangolare water resistant, anche il cinturino è in resina, presenta una classica chiusura a fibbia.

## Curiosità
Oggi il Casio CA-53W viene considerato un classico e, soprattutto grazie alla saga dei film di Ritorno al futuro (appare nel secondo e nel terzo, nel primo film c'è il modello CA-50), spesso viene associato alla cultura nerd.